# Clueless
Clueless er en amerikansk romantisk komedie fra 1995 med en handling som til dels er baseret på romanen Emma af Jane Austen.

## Medvirkende
- Alicia Silverstone som Cher Horowitz
- Stacey Dash som Dionne
- Brittany Murphy som Tai fraiser
- Paul Rudd som Josh
- Donald Adeosun Faison som Murray
- Breckin Meyer som Travis Birkenstock
- Jeremy Sisto som Elton
- Dan Hedaya som Mel Horowitz
- Aida Linares som Lucy